# More – mehr – immer mehr
More – mehr – immer mehr (Alternativtitel: Gier nach Lust) ist ein Film von Barbet Schroeder aus dem Jahr 1969 mit Mimsy Farmer und Klaus Grünberg in den Hauptrollen. More ist der erste Film, zu dem die englische Band Pink Floyd die gesamte Filmmusik komponiert und gespielt hat. Das Album wurde unter dem Titel Soundtrack from the Film More veröffentlicht. 

## Handlung
Deutschland in den späten 1960er Jahren: Stefan Brückner aus Lübeck hat gerade sein Mathematikstudium abgeschlossen und reist per Anhalter nach Paris, um dort ein neues Leben zu beginnen. In Paris freundet er sich mit dem Gelegenheitsspieler Charlie an. Auf einer Party in der Pariser Hippieszene lernt er die Amerikanerin Estelle Miller kennen. In ihrem Hotelzimmer zeigt Estelle Stefan, wie man Marihuana raucht. 
Nachdem Stefan in Paris mit Charlie einige Einbrüche verübt, um an Geld zu kommen, trifft er sich eine Woche später mit Estelle auf Ibiza wieder. Dort bemerkt er, dass Estelle eine für ihn undurchsichtige Beziehung zu dem älteren Deutschen Dr. Ernesto Wolf hat. Im Laufe der Zeit stellt sich heraus, dass Estelle von Wolf eine größere Menge Heroin gestohlen hat. Obwohl Stefan zunächst entsetzt darüber ist, lässt er sich schließlich von Estelle überreden, Heroin zu spritzen. Damit beginnt der Niedergang von Estelle und Stefan. Sie geraten immer tiefer in die Abhängigkeit. Ihre Versuche, die Sucht zu überwinden, scheitern alle. Stefans Vermutung, dass Estelle mit Wolf schläft, um an Heroin zu gelangen, bestätigt sich. Unter schweren Entzugserscheinungen leidend, beichtet Estelle die Beziehung zu Wolf und bekommt dafür Stefans letztes Päckchen Heroin. 
Mittlerweile ist Charlie aus Paris auf Ibiza eingetroffen und will Stefan mit nach Paris nehmen, um einen Entzug einzuleiten. Doch dazu kommt es nicht mehr. Stefan gelingt es, von einem Dealer zwei Päckchen Heroin zu bekommen, woraufhin er an einer Überdosis stirbt.

## Kritiken
Das Lexikon des internationalen Films beschreibt den Film als „untauglicher Versuch, den Drogenkonsum junger Menschen aus ihrem Lebensgefühl zu erklären: klischeehaft gestaltet, dilettantisch gespielt.“ Eine gegenteilige Meinung vertritt der Evangelische Film-Beobachter: „Sehr ehrlicher, kenntnisreicher und stilistisch sicherer Farbfilm, der die Mode des Rauschgift-Konsumierens als trostloses Debakel schildert. Ab 18 zu empfehlen.“